# Severská kombinace na Zimních olympijských hrách 1928
Sdružený závod se skládal z 18 km dlouhého běhu na lyžích a ze závodu ve skocích na lyžích, který se skládal ze dvou skoků. Nejrychlejší běžec obdržel 20 bodů, za každou minutu ztráty na jeho čas se pak odečítalo 0,5 bodu. Za každý skok mohl závodník dosáhnout max. 10 bodů. Výsledný bodový zisk se vypočetl jako průměrná bodová hodnota ze součtu bodů z obou disciplín. Z 35 sportovců jich bylo klasifikováno 28.
V běhu jasně dominovali norští a finští závodníci závodníci, jeho vítězem se stal Nor Johan Grøttumsbråten. Skokovou část sice vyhrál československý reprezentant Rudolf Burkert, ale díky velké ztrátě z běhu to stačilo jen k posunu na konečné 12. místo. Z jasného vítězství se radoval Johan Grøttumsbråten.
Velký problém měla komise rozhodčích s medailovým pořadím za vítězným Norem. Až po desetihodinovém počítání byly vyhlášeny výsledky, podle nichž patřilo 2. místo Norovi Johnu Snersrudovi a třetí místo Finovi Paavu Nuotiovi. Při výpočtech se však zapomnělo na Nora Hanse Vinjaregena a tak v neděli 19. února odpoledne, kdy se již závodníci pomalu rozcházeli, byly vydány opravené výsledky. V nich se opomenutý Nor objevil na stříbrné pozici a na nešťastného Fina Paavo Nutia již medaile nezbyla.

## Muži

### Jednotlivci
Datum závodu: 17. února 1928 (Běh na lyžích na 18 km) a 18. února 1928 (Skok na velkém můstku)
Počet závodníků: 35 (Dokončilo 28)
| Místo            | Jméno                | Stát                 | Body (běh) | Body (skok) | Bodový průměr |
| ---------------- | -------------------- | -------------------- | ---------- | ----------- | ------------- |
| Zlatá medaile    | Johan Grøttumsbråten | Norsko (NOR)         | 20,000     | 15,667      | 17,833        |
| Stříbrná medaile | Hans Vinjarengen     | Norsko (NOR)         | 17,750     | 12,856      | 15,303        |
| Bronzová medaile | John Srensrud        | Norsko (NOR)         | 13,125     | 16,917      | 15,021        |
| 4                | Paavo Nuotio         | Finsko (FIN)         | 14,125     | 15,729      | 14,927        |
| 5                | Esko Järvinen        | Finsko (FIN)         | 15,375     | 14,246      | 14,810        |
| 6                | Sven Eriksson        | Švédsko (SWE)        | 12,875     | 16,312      | 14,593        |
| 7                | Ludwig Böck          | Německo (GER)        | 14,125     | 12,395      | 13,260        |
| 8                | Ole Kolterrud        | Norsko (NOR)         | 13,375     | 12,917      | 13,146        |
| 9                | Otakar Německý       | Československo (TCH) | 13,375     | 12,616      | 12,990        |
| 10               | Bronislaw Czech      | Polsko (POL)         | 14,125     | 11,163      | 12,645        |
| ---              | ---                  | ---                  | ---        | ---         | ---           |
| 12               | Rudolf Burkert       | Československo (TCH) | 6,375      | 18,833      | 12,604        |
| 18               | Walter Buchberger    | Československo (TCH) | 7,250      | 14,562      | 10,906        |

## Přehled medailí
| Pořadí | Země         | Zlato | Stříbro | Bronz | Celkově |
| ------ | ------------ | ----- | ------- | ----- | ------- |
| 1      | Norsko (NOR) | 1     | 1       | 1     | 3       |
|        | Celkem       | 1     | 1       | 1     | 3       |